# Народна одбрана Западне Босне
Народна одбрана Западне Босне (НОЗБ - позната и као „Бабини“ или „Аутономи“) била је војска Аутономне покрајине Западне Босне  састављена од становника Велике Кладуше и ширег подручја.
Настала са стварањем Аутономне Покрајине Западне Босне 1993. године, која је 1995. године промјенила назив у Република Западна Босна. Након војног пораза од стране Армије Републике Босне и Херцеговине, Народна одбрана је расформирана.

## Оснивање
Припреме за оснивање Народне одбране обављене су 1992. године, док је Аутономна Покрајина Западна Босна основана годину послије. У Книну су (тадашња Република Српска Крајина) у августу 1994. основане три бригаде НОЗБ. Главни командант је био Асим Делић, бивши резервни официр Југословенске народне армије, а замјеник је био Хамдија Машић. Начелник штаба је био Хасиб Хоџић, а Расим Башић је обављао дужност начелника безбједности. НОЗБ је формирана првенствено од 512. и 527. великокладушке бригаде и дијела цазинских јединица Армије РБиХ.

## Јединице
НОЗБ је имала око 10.000 војника у укупно 7 бригада:
- 1. бригада Народне одбране Западне Босне, командант Зумрет Бркић;
- 2. бригада Народне одбране Западне Босне;
- 3. бригада Народне одбране Западне Босне, командант Осман Чушевић;
- 4. бригада Народне одбране Западне Босне;
- 5. бригада Народне одбране Западне Босне, командант Мухарем Черимовић и
- 6. бригада Народне одбране Западне Босне, командант Сеад Такалић.
- Великокладушка бригада

Поред наведених бригада НОЗБ је располагала са неколико јединица за посебне намјере:
- Јединица „Шејле”, командант Исмет Грачанин;
- Јединица „Ајкини”, командант Хасан Галијашевић;
- Јединица „Метални”, командант Рамиз Ризвић и
- Јединица „Голубови”, командант Златко Хушидић.
- Јединица „Јастребови”
- Јединица „Хуско”
- Јединица „Зенге”

Остале јединице: 
- Војна полиција
- Гранична полиција.
- Полиција
- Наставно-регрутни центар "Сурови"

## Битке и војне операције

### Операција Тигар–Слобода 94
Пети корпус Армије РБиХ је током операције Тигар–Слобода 94 потиснуо НОЗБ, заједно са руководством АП Западне Босне, на територију Републике Српске Крајине.

### Операција Паук
Војска Републике Српске и Српска војска Крајине су заједничким дјеловањем у операцији Паук обновили АП Западну Босну и НОЗБ, које су функционисале све до краја рата.

### Операција Олуја
Током операције „Олуја“ долази до војног слома Републике Српске Крајине дјеловањем Хрватске војске, а уз паралелно дјеловање 5. корпуса Армије РБиХ долази до слома АП Западне Босне, уједно и Народне одбране.

## Адаптација бораца
Уставни суд Босне и Херцеговине 2013. године је донио одлуку којом се права бивших припадника НОЗБ изједначавају са правима бораца Армије Републике Босне и Херцеговине и Хрватског вијећа одбране.